# Vítězslav Koudelka
Vítězslav Koudelka (* 21. července 1951 Brno) je český středoškolský pedagog a mistr České křížovkářské ligy, světový šampion v luštění hádanek. Spoluzaložil a předsedal Světové hádankářské federaci (WPF), vydává křížovkářskou literaturu.

## Život
Narodil se 21. července 1951 v Brně, základní školu navštěvoval v Brně-Žabovřeskách. Absolvoval gymnázium v Lerchově ulici v Brně. V roce 1975 zakončil studium angličtiny a pedagogiky na Filozofické fakultě Masarykovy univerzity. V roce 1982 získal titul PhDr.
Luštit křížovky začal v 10 letech. V 17 letech mu byla otištěna první, vlastnoručně vytvořená křížovka. Do roku 1989 byl učitelem na brněnských středních školách.
Jeho bratrem byl brněnský pedagog a kulturní organizátor Vladimír Koudelka, který je nositelem Ceny města Brna. Jeho neteří je moderátorka televizních pořadů Barbora Černošková.

### Profesní život
Vítězslav Koudelka je aktivní tvůrce hádanek, křížovek a rébusů. V roce 1990 založil nakladatelství KIRA. Od roku 1992 organizuje luštění v živém rozhlasovém vysílání Českého rozhlasu Brno, které pokračuje dodnes. Prezidentem Světové hádankářské federace byl v letech 2004–2008. Je autorem otázek a hádanek do televizní soutěže Pyramida a Chcete být milionářem?. Byl ředitelem Mistrovství světa v luštění sudoku a Hádankářského mistrovství světa. Je kapitánem české reprezentace na mistrovství světa v logických úlohách i v sudoku. Obdržel čtyři zlaté medaile z mistrovství světa.

## Dílo
- Křížovkářský slovník : Pro vaši zábavu i poučení (spoluautor)
- Máš Filipa? : Filipovy veselé hádanky ISBN 80-251-0097-9
- Křižovkářský kalendář
- Luští celý svět
- Sudoku nejen klasická
- Mistrovství sudoku
- Arac luští s dětmi
- Luští celá rodina
- KROS

## Ocenění
Svaz českých hádankářů a křížovkářů ho ocenil nejvyšším vyznamenáním Zlatý otazník. Za celoživotní přínos byl oceněn Světovou hádankářskou federací.